# Las Vegas Springs Preserve

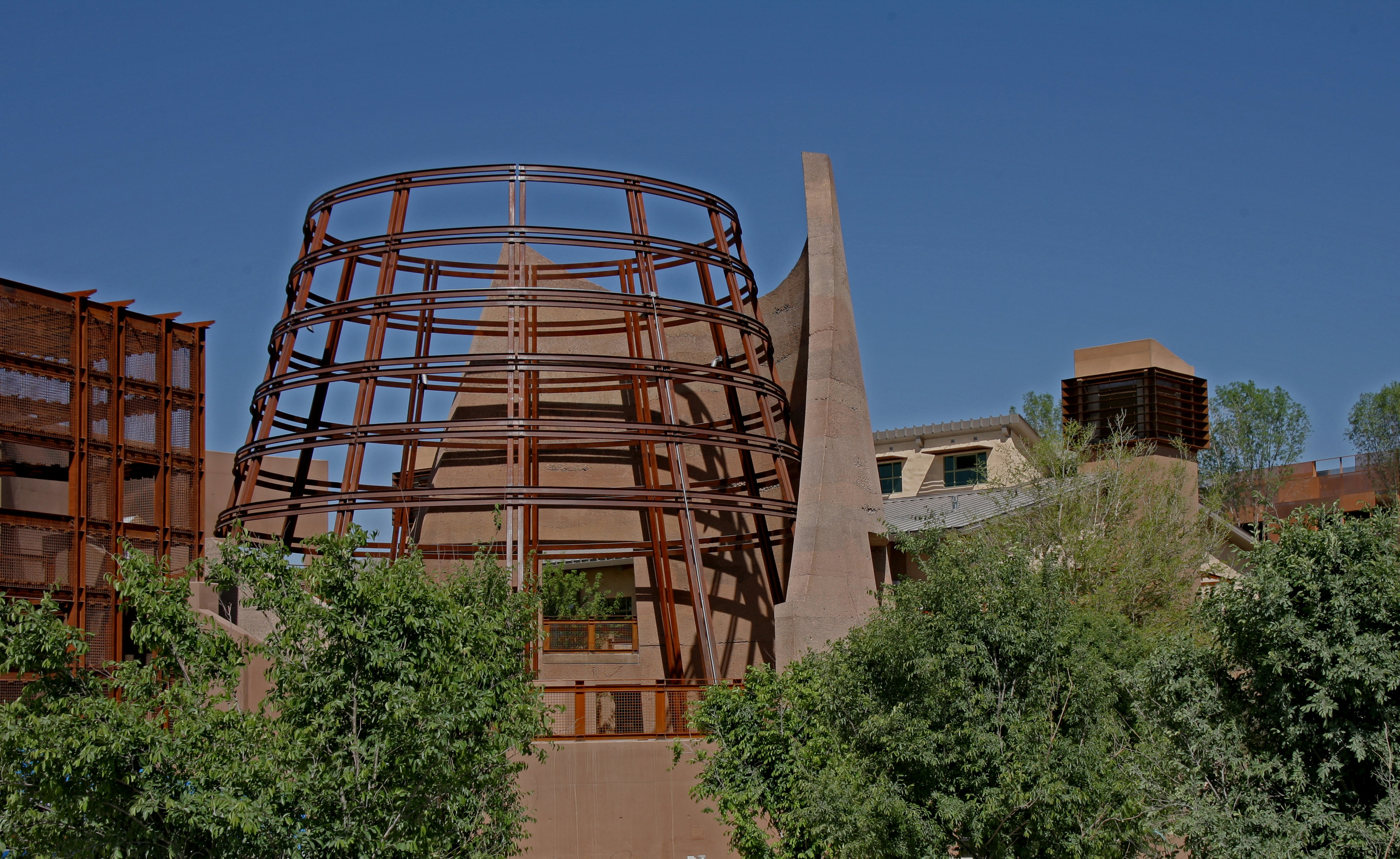
Eingang zum Springs Preserve

Das Las Vegas Springs Preserve ist ein rund vier Kilometer westlich des Stadtzentrums von Las Vegas gelegener innerstädtischer Naturschutzpark, in dem sich Naturlehrwege, Veranstaltungsorte und auch museale Einrichtungen befinden. Herz des Schutzgebiets ist die ursprüngliche Wasserquelle für die Besiedelung der Stadt Las Vegas, die Las Vegas Springs.
Die Anlage umfasst botanische Gärten, Galerien, Veranstaltungsorte im Freien und verschiedene Wanderwege.
Die Arbeiten am Schutzgebiet begannen im Jahr 2005, die Eröffnung erfolgte am 8. Juni 2007. Allerdings gab es schon lange Bemühungen, die Quelle und die mit der historischen Wasserversorgung zusammenhängende Infrastruktur zu erhalten. 

## Attraktionen im Park
- Die Origen Experience umfasst drei interaktive Ausstellungen zu verschiedenen Themen aus der Vergangenheit des Las Vegas Valley.
- Das Desert Living Center will den Bewohnern von Las Vegas Techniken zur Wassereinsparung und zur Nachhaltigen Existenz in der Wüste vermitteln.[1] Die Einrichtung erhielt 2007 die Auszeichnung als Best Public Green Building Project in Nevada.[2]
- Vier Themenpfade führen durch die Landschaft und erreichen u. a. auch eine cienega (Oase).
- Das Springs Preserve Amphitheater
- Neubau des Nevada State Museum, das 2011 hierhin zog.